# Přírodní park Oderské vrchy
Přírodní park Oderské vrchy je přírodní park v severní části okresu Nový Jičín v Moravskoslezském kraji. Své jméno získal po pohoří Oderské vrchy. Nachází se ve Vítkovské vrchovině, části pohoří Nízký Jeseník a na Moravě a Slezsku.

## Historie vzniku
Přírodní park Oderské vrchy vznikl sloučením a rozšířením starších přírodních parků „Horní Odra“, „Kletné“ a „Požaha“, které byly zřízeny jako oblasti klidu dne 20. června 1980. Vyhlášení přírodního parku bylo provedeno dne 1994.

## Charakteristika
Přírodní park Oderské vrchy je charakteristický především lesy s množstvím přírodních zajímavostí a památek. Park patří svými částmi do soustavy evropských lokalit Natura 2000 a Ptačí oblasti. 

## Vodstvo
Vodstvo parku patří do povodí veletoku Odra a úmoří Baltského moře.

## Sídla
Největšími městy na území parku jsou Bílovec, Fulnek, Odry a Studénka.